# Nitosaure
|  | Per a altres significats, vegeu «Nitosaure (cinodont)». |

El nitosaure (Nitosaurus jacksonorum) és una espècie de sinàpsid extint que visqué durant el Carbonífer superior en allò que avui en dia són els Estats Units. Se n'han trobat restes fòssils a Nou Mèxic. Es tracta de l'única espècie del gènere Nitosaurus. Era un animal menut, amb una pelvis de només 3 cm. El nom específic jacksonorum fou elegit en honor de la família Jackson, propietària de la finca on se'n trobaren els primers fòssils.